# 亞洲岩瓷蟹
亞洲岩瓷蟹（学名：Petrolisthes asiaticus）为瓷蟹科岩瓷蟹屬下的一个种。